# Sistema Electrónico de Negociación de Deuda
El Sistema Electrónico de Negociación de Deuda (SEND) es la plataforma de negociación de renta fija española.
La plataforma está gestionada por el holding Bolsas y Mercados Españoles.
Es un sistema orientado a los pequeños inversores dado que la plataforma existente, SENAF, estaba reservada para los inversores institucionales. De ahí que en este mercado puedan negociarse aquellas emisiones posteriores al 1 de enero de 2009 con un nominal unitario igual o inferior 1.500 euros destinadas al pequeño inversor como por ejemplo participaciones preferentes, bonos y obligaciones, obligaciones subordinadas, obligaciones con bonificación fiscal, cédulas y los pagarés con vencimiento superior a seis meses.
Iberclear gestionará la compensación y liquidación de las operaciones.
Acceso a SEND: http://www.aiaf.es/

## Artículos externos
- Liquidez para las preferentes: BME crea un mercado de renta fija para minoristas